# Lancer du poids féminin aux championnats du monde d'athlétisme en salle 2025
Pour un article plus général, voir Championnats du monde d'athlétisme en salle 2025.
Navigation
Glasgow 2024 Couïavie-Poméranie 2026
L'épreuve du lancer du poids féminin des championnats du monde en salle de 2025 se déroule le 21 mars 2025 au Nanjing Youth Olympic Sports Park de Nankin, en Chine. Le concours se dispute sous la forme d'une finale directe.

## Résultats

### Finale
| Rang               | Athlète                 | Nationalité      | Essais | Essais | Essais | Essais | Essais | Essais | Marque   | Notes |
| Rang               | Athlète                 | Nationalité      | 1      | 2      | 3      | 4      | 5      | 6      | Marque   | Notes |
| ------------------ | ----------------------- | ---------------- | ------ | ------ | ------ | ------ | ------ | ------ | -------- | ----- |
| Médaille d'or      | Sarah Mitton            | Canada           | 19.61  | 20.36  | 19.28  | 20.15  | x      | 20.48  | 20.48    |       |
| Médaille d'argent  | Jessica Schilder        | Pays-Bas         | x      | 20.07  | 19.22  | 19.67  | x      | 19.26  | 20.07    |       |
| Médaille de bronze | Chase Jackson           | États-Unis       | 18.12  | 19.40  | 19.91  | 19.67  | 18.97  | 20.06  | 20.06    |       |
| 4                  | Fanny Roos              | Suède            | 18.44  | 17.80  | 17.95  | 18.72  | 19.28  | x      | 19.28 SB |       |
| 5                  | Gong Lijiao             | Chine            | 18.64  | 18.84  | x      | x      | 18.68  | 18.70  | 18.84    |       |
| 6                  | Jessica Inchude         | Portugal         | 17.64  | 18.66  | 18.71  | 18.70  | x      | 18.50  | 18.71    |       |
| 7                  | Maggie Ewen             | États-Unis       | 17.06  | 18.63  | x      | 18.29  | 18.17  |        | 18.63    |       |
| 8                  | Auriol Dongmo           | Portugal         | 18.39  | x      | 18.27  | 18.54  | x      |        | 18.54    |       |
| 9                  | Sara Lennman (en)       | Suède            | 17.46  | 18.29  | 18.45  | 18.01  |        |        | 18.45 PB |       |
| 10                 | Yue Ma (en)             | Chine            | x      | 17.41  | 18.31  | x      |        |        | 18.31 SB |       |
| 11                 | Jessica Ramsey          | États-Unis       | 17.57  | 17.81  | x      |        |        |        | 17.81    |       |
| 12                 | Jorinde van Klinken     | Pays-Bas         | x      | 17.72  | 16.91  |        |        |        | 17.72    |       |
| 13                 | Lloydricia Cameron (en) | Jamaïque         | 17.43  | 17.14  | x      |        |        |        | 17.43    |       |
| 14                 | Ivana Gallardo (en)     | Chili            | 16.64  | 16.38  | 17.08  |        |        |        | 17.08    |       |
| 15                 | Madison-Lee Wesche      | Nouvelle-Zélande | x      | 16.52  | x      |        |        |        | 16.52    |       |
| 16                 | Kaia Topu-South (en)    | Nouvelle-Zélande | 16.45  | 16.20  | x      |        |        |        | 16.45    |       |

## Légende
Records et Performances
- AR : Record continental (area record)
- CR : Record des championnats (championship record)
- MR : Record du meeting (meet record)
- NR : Record national (national record)
- OR : Record olympique (olympic record)
- PR : Record paralympique (paralympic record)
- PB : Record personnel (personal best)
- SB : Meilleure performance personnelle de la saison (season's best)
- WL : Meilleure performance mondiale de l'année (world leader)
- WJR : Record du monde junior (world junior record)
- WR : Record du monde (world record)

Circonstances et Conditions
- DNF : N'a pas terminé (did not finish)
- DNS : N'a pas pris le départ (did not start)
- DQ : Disqualification (disqualification)
- NM : Aucun essai valable enregistré (No Mark)
- Q : Qualifié « directement » au prochain tour (ou à la prochaine compétition), lors d'une compétition majeure, grâce au classement ou à la réalisation des minima (automatic qualifier)
- q : Qualifié au prochain tour (ou à la prochaine compétition), lors d'une compétition majeure, grâce au repêchage ou à la réalisation de l'une des meilleures performances parmi celles des « non qualifiés directement » (grâce au meilleur temps ou à la meilleure distance par exemple) (secondary qualifier)